# چکاوک سیاه

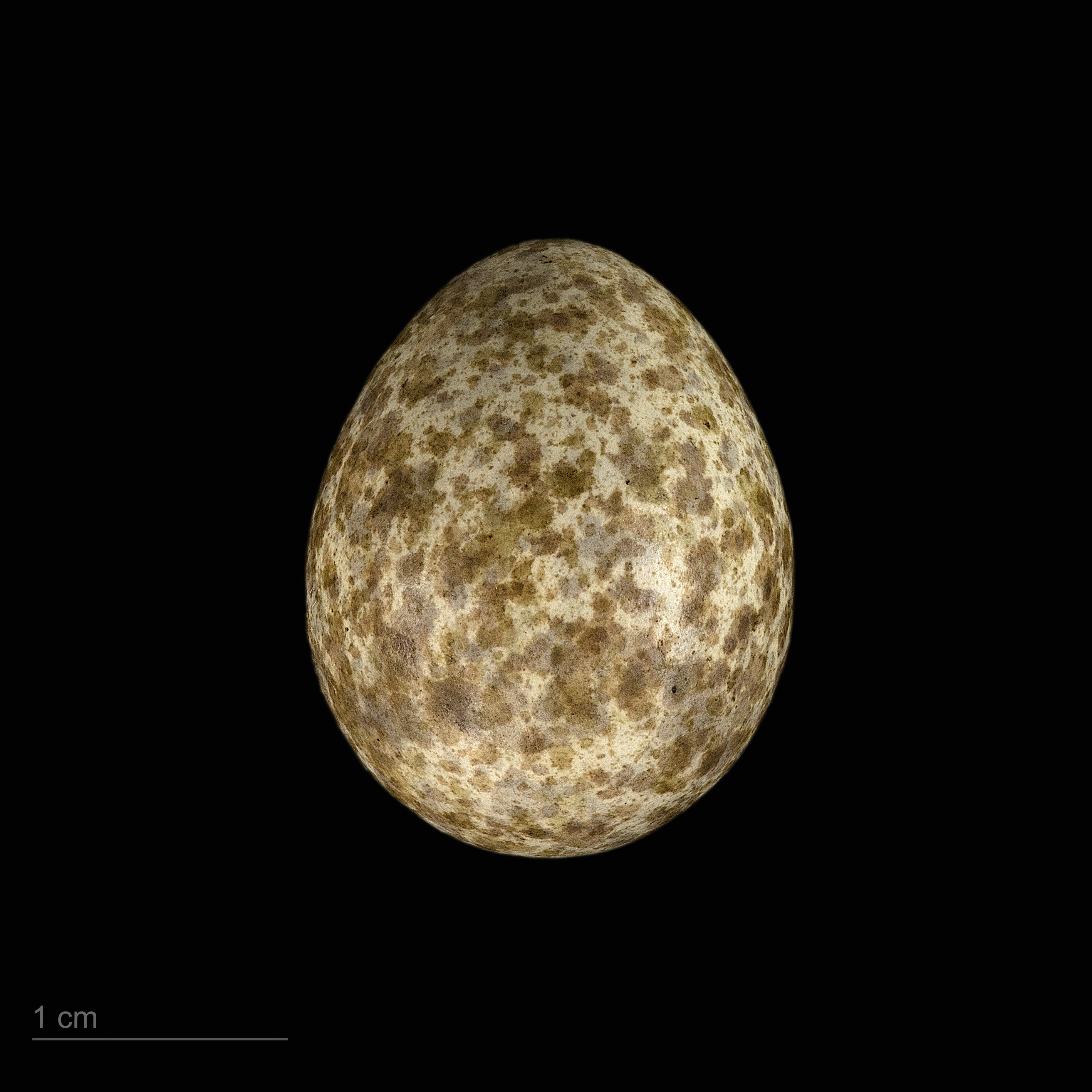
Melanocorypha yeltoniensis

چکاوک سیاه (نام علمی: Melanocorypha yeltoniensis) پرنده‌ای از راستهٔ گنجشکسانان و از تیرهٔ چکاوکیان و با طول ۲۰ سانتیمتر، گونه‌ای به رنگ سیاه است.